# Jacques Lelong
Pour les articles homonymes, voir Lelong.
Jacques Lelong, né le 19 avril 1665 à Paris où il est mort le 13 août 1721, est un prêtre de l'Oratoire, religieux, bibliographe et historien français. Il fut bibliothécaire de son Ordre, au couvent de Saint Honoré (Paris). On lui doit une bibliographie des Saintes Écritures (Bibliotheca sacra), et surtout une vaste bibliographie de l'histoire de France, la première du genre.

## Biographie
Il est fils de René Le Long, bourgeois de Paris, marchand mercier, et de Jeanne Binet, sa première épouse (morte en 1666). Il avait trois sœurs. Son père se remaria en 1668 avec Marie Berger, dont il eut au moins trois enfants.
D'abord promis aux Chevaliers de Malte à l'âge de dix ans, mais peu attiré par la discipline militaire,  il rejoignit plus tard les Oratoriens (1686). Il devint prêtre de l'Oratoire, professeur de mathématiques au collège de Juilly, puis au séminaire de Notre-Dame des Vertus, et finalement bibliothécaire à l'établissement de l'Ordre à Paris (1699), qui abritait l'une des plus riches bibliothèques de la capitale, spécialement en manuscrits et livres orientaux. Il y passa 22 ans dans l'isolement et le travail. 
Il publia d'abord une Bibliotheca Sacra (1709), index des principales éditions de la Bible en diverses langues, puis une Bibliothèque historique de la France (1719), ouvrage considérable qui recense 17.487 pièces concernant l'histoire de France, auxquelles Lelong ajoute parfois d'utiles notes. L'ouvrage était loin d'être exhaustif, et il le complétait sans cesse lorsqu'il mourut à 56 ans d'une maladie de l'estomac. 
Lelong espérait que son ami et successeur le Père Desmolets continuerait son œuvre. Celui-ci publia une seconde édition de la Bibliotheca sacra en 1723, avec une vie de l'auteur (en latin), tandis que la Bibliothèque historique fut reprise par Charles-Marie Fevret de Fontette, conseiller au parlement de Dijon et érudit, qui consacra quinze ans de sa vie et beaucoup d'argent à la refondre entièrement. Les deux premiers volumes (1768 et 1769) contenaient jusqu'à 29.143 articles. Fevret de Fontette mourut le 16 février 1772, laissant le troisième volume presque terminé. Il parut en 1772, grâce à Barbaud de La Bruyère, qui fit paraître plus tard les 4e et 5e volumes (1775 et 1778). Dans cette nouvelle édition, la Bibliothèque historique est un ouvrage de référence de premier ordre ; il est toujours d'une grande valeur.

## Publications
- Supplément à l'Histoire des dictionnaires hébreux de Volfius, dans le Journal des savants de janvier 1707 ;
- Nouvelle Méthode des langues hébraïque et chaldaïque, avec un dictionnaire de ces deux langues, Paris, 1708, in-8°.Cette Méthode, suivie d'un dictionnaire hébraïque en vers français fait sur le modèle des Racines grecques de Port-Royal, est du P. Renou, de l'Oratoire ; le P. Lelong n'en a été que l'éditeur.
- (la) Bibliotheca sacra, seu Syllabus omnium ferme sacrœ Scripturœ editionum acversionum, Paris, 1709, 2 vol. in-8°.Réimprimée la même année à Leipzig par les soins de Boerner, avec des augmentations et des notes historiques et critiques tirées des manuscrits et des livres imprimés en Allemagne, inconnus au P. Lelong. Celui-ci s'était occupé, dans les dernières années de sa vie, de corriger cet ouvrage, et de l'augmenter d'une seconde partie contenant le catalogue de tous les auteurs qui ont travaillé sur les livres de la Bible. Cette seconde édition était prête à être mise sous presse lorsque l'auteur mourut. Il en confia le soin au P. Desmolets, son ami, qui la publia, en 1723, in-fol., précédée d'une notice sur la vie et les ouvrages du P. Lelong. Cet ouvrage, d'un travail immense, est le plus ample, le plus méthodique et le plus exact paru en ce genre : une nouvelle édition avait été commencée par les soins de A.-G. Masch ; il n'en a paru que deux parties en 5 volumes in-4°, Halle, 1778-1790.
- Discours historique sur les principales éditions des Bibles polyglottes, Paris, 1713, in-12.C'est le fruit des recherches que le P. Lelong avait été obligé de faire pour sa Bibliothèque sacrée. Il contient des détails curieux sur les polyglottes, et particulièrement sur celle de Paris (voir : Guy Michel Lejay)
- Histoire des démêlés du pape Boniface VII avec Philippe le Bel, Paris, 1718, in-12.C'est un ouvrage posthume d'Adrien Baillet : le P..Lelong, en le donnant au public, l'augmenta de vingt-deux pièces justificatives qui ne se trouvent pas dans les Actes de Dupuy. Il eut deux éditions en moins de trois mois.
- Bibliothèque historique de la France, contenant le catalogue des ouvrages imprimés et manuscrits qui traitent de l'histoire de ce royaume, ou qui y ont rapport ; avec des notes critiques et historiques, Paris, 1719, in-f°.L'objet de cet ouvrage est d'indiquer dans un ordre méthodique l'usage qu'on doit faire des grandes collections des pièces concernant l'histoire de France, et de faciliter le travail de ceux qui entreprennent de l'écrire. Ce gros volume fut composé dans l'espace de trois ans, et l'auteur le copia trois fois de sa propre main. Il se proposait de l'augmenter considérablement dans une seconde édition. Les matériaux qu'il avait rassemblés et un exemplaire chargé de ses notes sont passés entre les mains de Charles-Marie Fevret de Fontette, qui s'en est servi dans son édition en 5 volumes in-fol., Paris, 1768-1778. Fevret de Fontette, décédé en 1772, est remplacé par Barbeau de la Bruyère pour les deux derniers tomes.

t. 1 (Géographie et histoire naturelle. Histoire ecclésiastique - 1768) ;
t. 2 (Chronologie des rois de France. Histoire politique de la France (rois, Valois, Bourbons, droit...) - 1769) ;
t. 3 (Histoire politique de la France (traité...). Histoire civile de la France (provinces, Suisse...). Colonies française (Louisiane, Canada...). Généalogie. Mémoires historiques sur certains historiens de France - 1771) ;
t. 4 (Lettres. Beaux-arts. Hommes célèbres des sciences. Portraits. Recueil des portraits de M. Gagnières. Estampes - 1775) ;
t. 5 (Additions et corrections. Tables - 1778).
- Lettres à M. Martin, ministre d'Utrecht, Paris, dans le Journal des savants de juin de la même année.Ce ministre, dans sa dissertation sur le fameux passage de saint Jean (Ep. 1, cap. S, Très xunt qui testimonium, etc.), avait dit que Robert Estienne l'inséra dans son édition de la Bible, d'après plusieurs manuscrits de la bibliothèque du roi. Le P. Lelong soutient que ce passage ne se trouve dans aucun des manuscrits de cette bibliothèque. Cet homme infatigable avait entrepris un recueil des historiens de France beaucoup plus ample que celui de Duchesne ; il se proposait d'en faire imprimer deux ou trois volumes chaque année : ce fut ce travail qui abrégea ses jours. Tous les matériaux étaient rassemblés pour les premières livraisons ; il ne lui restait plus qu'à les collationner avec les manuscrits et les imprimés, pour les publier avec des notes critiques, chronologiques et géographiques. Ce projet a été exécuté par les bénédictins de Saint-Maur, et la continuation en a été confiée depuis à l’académie des inscriptions.

### Sources bibliographiques
- « Jacques Lelong », dans Louis-Gabriel Michaud, Biographie universelle ancienne et moderne : histoire par ordre alphabétique de la vie publique et privée de tous les hommes avec la collaboration de plus de 300 savants et littérateurs français ou étrangers, 2e édition, 1843-1865 [détail de l’édition]